# Fit-fit
Fit-fit ou fir-fir ( Oromo : chechebsaa ), est un repas érythréen et éthiopien généralement servi au petit-déjeuner. 
Le fit-fit est servi en préparant une sauce et en déchiquetant l'injera ou le kitcha en morceaux et en mélangeant la sauce et le pain. Il est généralement composé de pain en morceaux, de beurre clarifié épicé et d'un mélange d'épices berbère. Il existe deux principales variétés de fit-fit selon le type de pain utilisé : l'injera au levain et le kitcha sans levain,.

## Injera fit-fit
Injera fit-fit (enjera fetfet ; également taita fit-fit en tigrinya) est une combinaison d'injera en morceaux, d'épices berbères, d'oignons et de beurre clarifié. Des variantes de cette recette de base sont courantes. Le nom de l'élément supplémentaire est couramment utilisé comme préfixe (par exemple, l'injera avec le shiro est appelé shiro fit-fit).
En Érythrée, les restes de sauces à la viande (zighni ou tsebhi) sont souvent ajoutés à l'injera fit-fit et servis au petit-déjeuner avec des piments crus et du yaourt frais. De même, en Éthiopie, les restes de wat, un ragout à base de légumineuses, sont utilisés comme ingrédient principal avec l’injera.
L'injera fit-fit peut être mangé avec une cuillère lorsqu'il est servi dans un bol ou mangé avec la main droite lorsqu'il est servi sur un autre morceau d'injera, comme c'est typique dans la cuisine éthiopienne ou cuisine érythréenne.

## Kitcha fit-fit

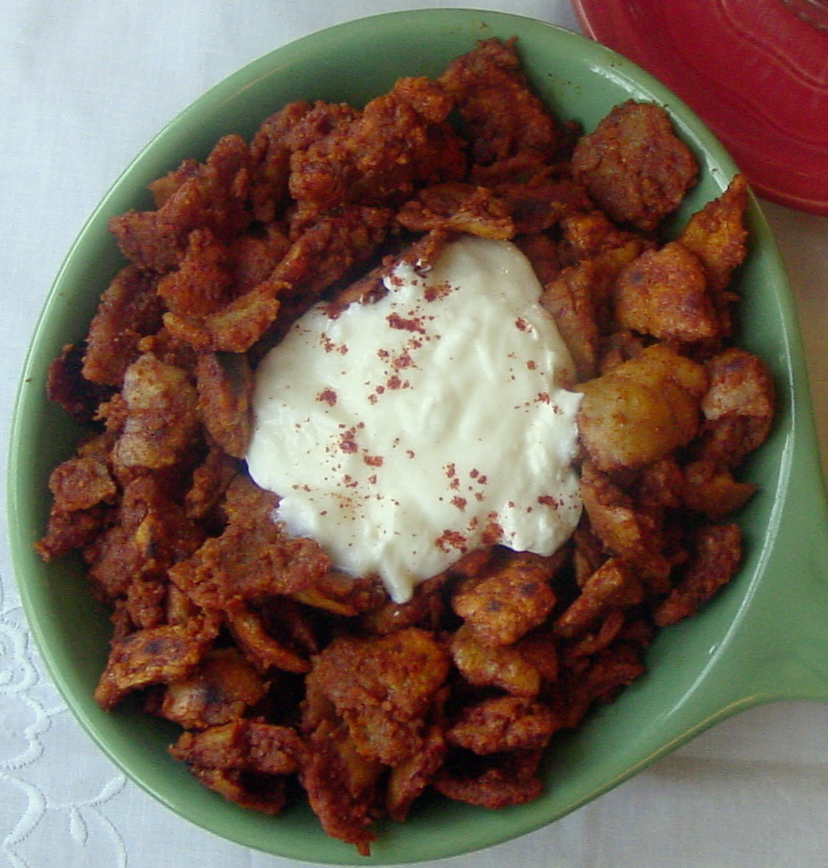
Kitcha fit-fit servi avec du yaourt frais et garni d'un mélange d'épices berbères.

Le kitcha fit-fit (variantes en Éthiopie : kitta fer-fer, kita fir-fir ; ou plus connu sous son nom oromo chechebsa) est une combinaison de kitcha en morceaux (Tigrinya) ou kitta (amharique), d'épices berbères et de beurre clarifié,. Le kitcha fit-fit est parfois consommé avec du yaourt nature (urgo en amharique et rug-o en tigrinya). Contrairement à la plupart des aliments éthiopiens, il se consomme avec un ustensile (généralement une cuillère).

## Voir également
- Liste de plats africains